# Ostarbeiter

Aufnäher zur Kennzeichnung von Ostarbeitern

Ostarbeiter war in der Zeit des Zweiten Weltkrieges die offizielle Bezeichnung für Arbeitskräfte nichtdeutscher Volkszugehörigkeit, die im Reichskommissariat Ukraine, im Generalkommissariat Weißruthenien oder in Gebieten, die östlich an diese Gebiete und an die früheren Freistaaten Lettland und Estland angrenzten, erfasst wurden und für das Deutsche Reich arbeiteten. Nach der Besetzung dieser Gebiete durch die Wehrmacht wurden sie zur Arbeit im Deutschen Reich einschließlich des Protektorates Böhmen und Mähren angeworben oder dorthin zur Zwangsarbeit verschleppt. Sie wurden hauptsächlich in Betrieben der Rüstungsindustrie und Landwirtschaft und im Rahmen der „Bauhilfe der Deutschen Arbeitsfront GmbH“ für den Bau von Behelfsunterkünften im Rahmen des Deutschen Wohnungshilfswerks eingesetzt, um den kriegsbedingten Mangel an deutschen Arbeitskräften auszugleichen. Ihre Rechtsstellung wurde im Juni 1942 vom Ministerrat für die Reichsverteidigung festgelegt.
Im Gesamtzeitraum des Krieges waren ca. 2,75 Mio. Ostarbeiter im Reich beschäftigt.

## Herkunft
Ethnisch gesehen waren die meisten Betroffenen Ukrainer, Polen, Belarussen und Russen. Seit Juni 1941, dem Beginn des Krieges gegen die Sowjetunion, war die Wehrmacht auf das Territorium der Sowjetunion vorgedrungen. In den besetzten Gebieten begann die Zivilverwaltung der Reichskommissariate, Arbeitskräfte für die deutsche Industrie anzuwerben und zu verschleppen. Um sie ohne weiteres von anderen Zwangsarbeitern unterscheiden zu können, mussten Ostarbeiter einen fest mit der Kleidung verbundenen Aufnäher mit der Aufschrift „OST“ tragen, während Arbeiter aus dem Generalgouvernement einen Aufnäher mit dem Buchstaben „P“ (Polen) tragen mussten.
Die Hilfswilligen (HiWi) im Dienst der deutschen Wehrmacht erhielten zur Unterscheidung zusätzlich einen Ärmelstreifen und gewisse Privilegien, vor allem dieselben Ernährungsrationen wie Deutsche.
Nach ihrer Befreiung durch die Westalliierten der Anti-Hitler-Koalition wurden die meisten Ostarbeiter 1945 als so genannte Displaced Persons (DPs) zunächst in DP-Lagern untergebracht. Auf sowjetischen Druck hin repatriierten die West-Alliierten sie in die Sowjetunion. Dort kamen viele von ihnen in das Lagersystem des Gulag, weil man sie wegen ihres Aufenthaltes im deutschen Machtbereich der Kollaboration mit dem Feind und der Spionage beschuldigte. Aus Scham und Angst vor Ausgrenzung verschwiegen deshalb viele, dass sie Ostarbeiter gewesen waren. Knapp 20 Prozent der zurückgekehrten Ostarbeiter wurden zur Roten Armee einberufen.

## Ostarbeiter im nationalsozialistischen Recht
Ostarbeiter war eine Einstufung für „fremdvölkische“, d. h. nicht-deutsche Zivilarbeiter. Diese wurden durch die Deutsche Volksliste in vier hierarchisch gegliederte Stufen eingeteilt. Dabei wurde eine große Zahl von Menschen „eingedeutscht“, die bis 1939 polnische Staatsbürger waren. Im Prozess Rasse- und Siedlungshauptamt der SS, der von einem amerikanischen Militärgericht 1947 und 1948 im Rahmen der Nürnberger Prozesse geführt wurde, wurde dieses System der gestaffelten Einbürgerung fremder Staatsbürger über die Deutsche Volksliste als Verbrechen geahndet. Eine fünfte Hierarchiestufe waren die Ausländer bzw. „Fremdvölkischen“, zu denen auch alle Juden und Sinti und Roma (sog. Zigeuner) deutscher Staatsangehörigkeit zählten. Diese fünfte Stufe war ihrerseits wieder in sechs verschiedene Gruppen aufgeteilt, die in rechtlicher Hinsicht in unterschiedlichem Ausmaß diskriminiert wurden. Der untersten Gruppe gehörten Juden sowie Sinti und Roma an, die ab 1941/1942 im Holocaust bzw. Porajmos gezielt vernichtet wurden. Ostarbeiter waren die zweitunterste Gruppe und galten in der Sprache des Nationalsozialismus als „Untermenschen“.

## „Ostarbeitererlass“

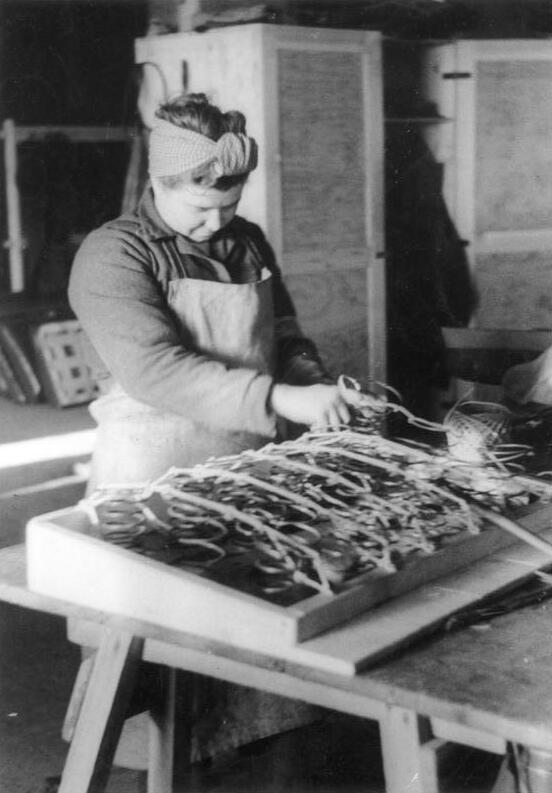
„Ostarbeiterin“ in Deutschland, Frühjahr 1945

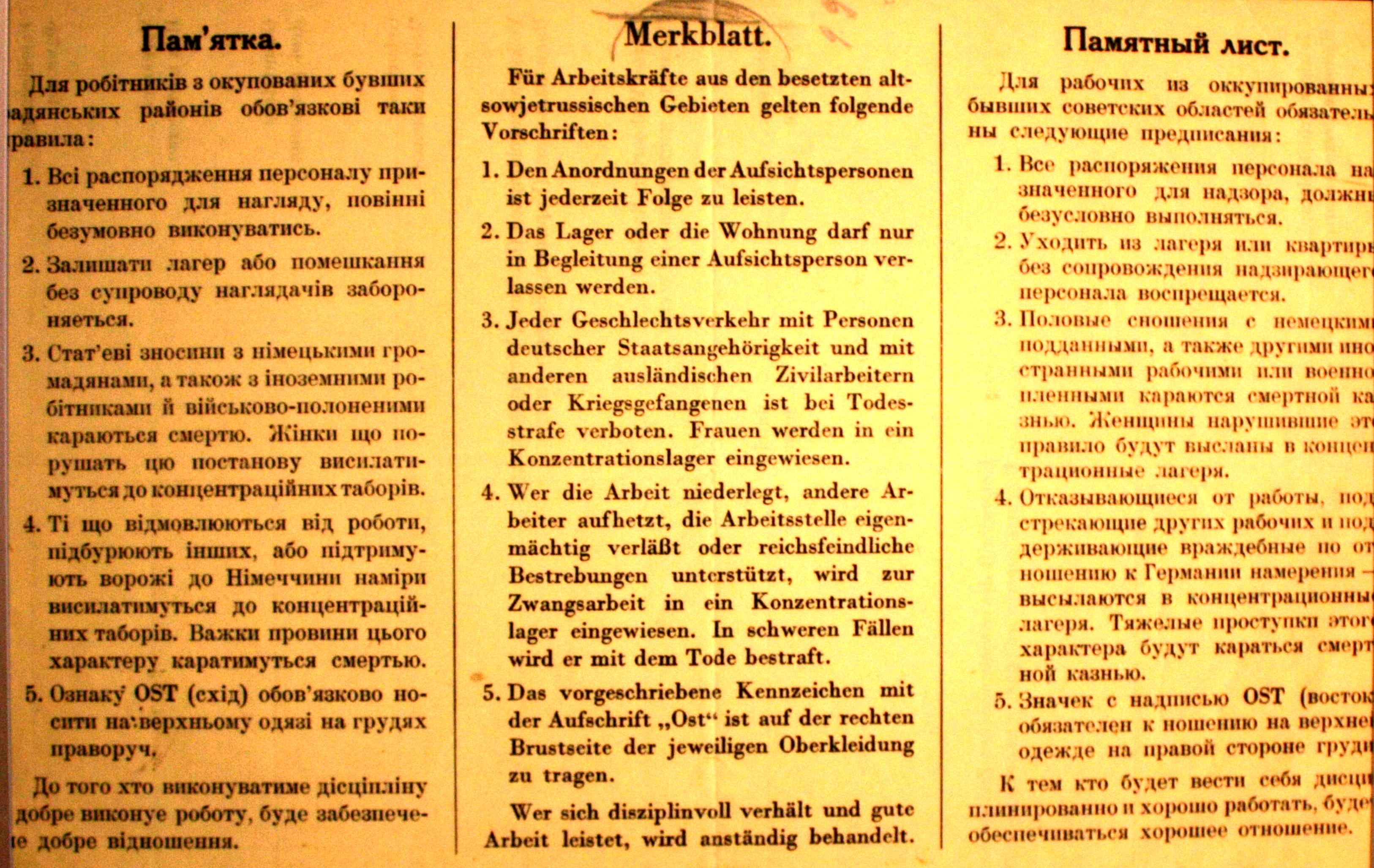
Merkblatt für Ostarbeiter aus der Sowjetunion

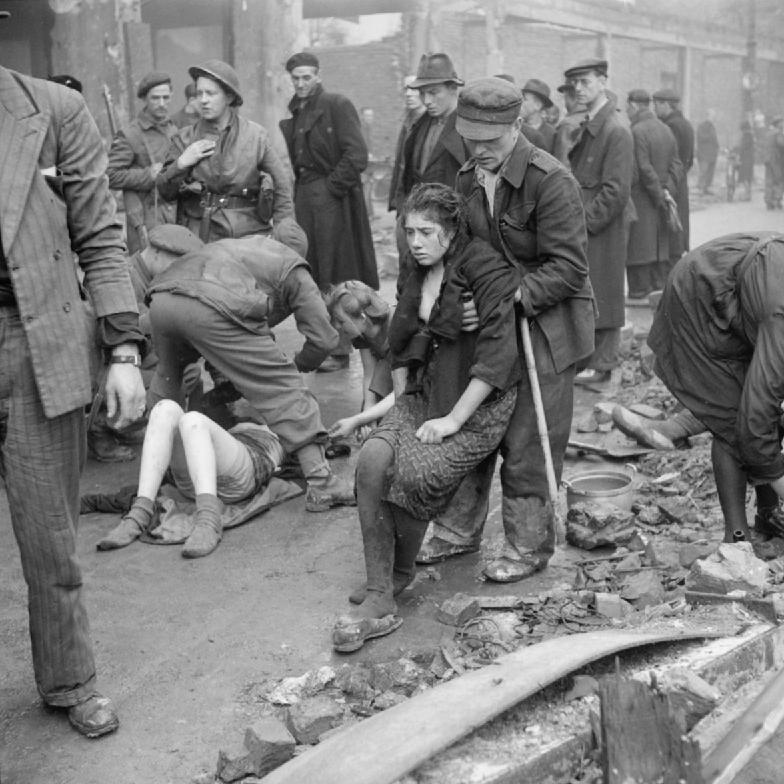
Ostarbeiterinnen in Osnabrück, die kurz vor ihrer geplanten Ermordung gerettet wurden, 7. April 1945

Nach dem Angriff auf die Sowjetunion kamen in den Allgemeinen Bestimmungen über Arbeitskräfte aus den besetzten Gebieten im Osten von 1942, auch „Ostarbeitererlass“ genannt, vom 20. Februar 1942 nach dem Vorbild der Polen-Erlasse schärfer gefasste Bestimmungen für sowjetische Kriegsgefangene und Zivilarbeiter hinzu. Zu den Erlassen wurden schriftliche Anordnungen an die lokalen Verwaltungs- und Polizeistellen sowie die Betriebsführer herausgegeben.
Die „Ostarbeitererlasse“ enthielten folgende Bestimmungen:
- Verbot, den Arbeitsplatz zu verlassen;
- Verbot des Besitzes von Geld und Wertgegenständen;
- Verbot des Besitzes von Fahrrädern;
- Verbot des Erwerbs von Fahrkarten;
- Verbot des Besitzes von Feuerzeugen;
- Kennzeichnungspflicht (ein Stoffstreifen mit der Aufschrift „Ost“ musste gut sichtbar auf jedem Kleidungsstück befestigt werden);
- Betriebsführer und Vorarbeiter besaßen ein Züchtigungsrecht;
- schlechtere Verpflegung als für Deutsche;
- weniger Lohn als Deutsche;
- Verbot jeglichen Kontakts mit Deutschen, sogar des gemeinsamen Kirchenbesuchs;[4]
- gesonderte, nach Geschlechtern getrennte Unterbringung der Ostarbeiter;
- Nichtbefolgen von Arbeitsanweisungen bzw. Widersetzlichkeiten standen unter Androhung der Einweisung in ein Arbeitserziehungslager (die Bedingungen in diesen Lagern ähnelten denjenigen eines Konzentrationslagers);
- strenges Verbot des Geschlechtsverkehrs mit Deutschen, worauf zwingend die Todesstrafe stand.

Seit dem Winter 1941/42 hatte sich das Scheitern des bisherigen Feldzugsplans abgezeichnet. Nachdem bis Anfang 1942 bereits eine in die Millionen gehende Zahl sowjetischer Kriegsgefangener im deutschen Gewahrsam zugrunde gegangen bzw. ermordet worden war, war man nun dringend auf Arbeitskräfte aus der Sowjetunion angewiesen. Die bisherige Kennzeichnung „Ost“ wurde geändert. „In Anerkennung ihrer Mitarbeit im Kampf gegen die jüdisch-bolschewistische Weltgefahr“ erhielten die Ostarbeiter stattdessen ein Volkstumsabzeichen, einen ovalen Sonnenblumenkranz mit Andreaskreuz, Georgskreuz, Ähre samt Zahnrad und anderen. Dies sollte eine Art gesellschaftlichen Aufstieg verdeutlichen. „Der ‚Untermensch‘ war zum Bürger ernannt worden!“

## Ostarbeitersparen
Ausländische Arbeiter in Deutschland hatten die Möglichkeit, sich Postsparbücher ausstellen zu lassen, Ostarbeiter wurden davon ausgeschlossen. Devisenrechtlich war es ihnen verboten, Reichsmark in ihr Heimatland mitzunehmen. 1942 wurde eine besondere Form des „Ostarbeitersparens“ eingeführt, das Arbeitskräften aus der Ukraine, Weißruthenien und den neu besetzten Ostgebieten offenstand. Sie erhielten Karten, auf die sie Wertmarken kleben und die sie an ihre Verwandten schicken konnten, die dann die Hälfte des Sparbetrags abheben und in die jeweilige Währung tauschen konnten. Innerhalb des Deutschen Reiches war keine Abhebung möglich. Die andere Hälfte sollten die Arbeitskräfte selbst nach ihrer Rückkehr bekommen können. Am 27. September 1944 wurde die Auszahlung in den Heimatländern verboten. Gleichzeitig sollten die Ostarbeiter auf Verlangen der NSDAP-Parteikanzlei München verstärkt sparen. Die Zentralwirtschaftsbank der Ukraine erhielt allerdings die Möglichkeit, „im Bedarfsfall“ Auszahlungen an Ostarbeiter vorzunehmen.

## Entschädigungszahlungen
Durchschnittlich erhielten ukrainische Ostarbeiter, die in der deutschen Industrie gearbeitet hatten, als Entschädigung eine Einmalzahlung von 650 DM von der Stiftung „Erinnerung, Verantwortung und Zukunft“. Diese Stiftung war jedoch erst Ende der 1990er Jahre durch die Bundesrepublik Deutschland eingerichtet worden, nachdem Holocaustüberlebende mit Sammelklagen gegen Banken, Versicherungen und Industrieunternehmen gedroht hatten.